# 우정호
우정호(禹廷昊, 1988년 9월 30일 ~ 2012년 8월 23일, 아이디 Violet[Name])는 대한민국의 스타크래프트 프로게이머였다. 종족은 프로토스였으며, KT 롤스터 소속이었다.

## 역사
2007년 하반기 드래프트에서 KTF 매직엔스(현 KT 롤스터)의 1차 지명으로 입단하였다. 초창기에는 뛰어났던 실력에 비해 방송 경기에 긴장을 많이하여, 이렇다 할 성적을 내지 못했었다. 그러나 강도경 코치는 우정호를 특훈 교육시켰고 그 결과 성적이 눈부시게 향상되었다.
08-09시즌 프로리그에서 9연승을 기록했다. 10-11 시즌부터 KT 롤스터의 주장을 맡았으나, 저조한 성적으로 인해 박정석에게 주장 자리를 넘겼다.
빅파일 MSL 2010 32강에서 가장 떨어질 것 같은 후보 2위로 뽑혔지만, 김윤중과 전상욱을 이겼다. 그러나, 같은 팀 이영호와 16강에서 2:0으로 패했다. 바로 다음 시즌인 피디팝 MSL 2010 서바이버 토너먼트에서는 최종전 끝에 1승 2패로 탈락하며 MSL 진출에 실패했다.
2011년 1월 26일 급성 백혈병 진단을 받아 프로게이머 생활을 잠시 중단했다. 백혈병이라는 진단을 받기 직전 위너스리그에서 3킬을 2번 연속 기록하며 경기력은 상승세였다. 팬들은 그를 위해 헌혈증을 모았고, KT 게임단 선수들 또한 모두 헌혈을 하여 헌혈증을 전달하였다. 이외에도 화승 OZ, 웅진 스타즈, 삼성 갤럭시 등 다른 팀 선수들도 헌혈에 동참하였다. 2011년에 1차 이식 수술을 잘마쳐 회복되는 듯 보였다.
투병 중이어서 경기 출전은 불가능했지만, 소속팀 KT는 엔트리에 항상 우정호를 포함시켜 선수와 소속팀간의 정을 유지하고 있었다. 또한 2012년 중으로 프로게이머로 복귀할 수 있다고 트위터를 통해 근황을 알리기도 했다.
2012년 8월에 KT 롤스터는 공식 페이스북을 통해 골수 이식을 받았으나 그에 따른 합병증으로 인해 면역력이 0에 가까운 상황이 되었다고 밝혔다. 결국 2012년 8월 23일 백혈병 합병증으로 인한 심장마비로 사망하였다. 당시 나이는 겨우 25살이었다. 유해는 경기도 화성시 비봉추모관에 안치되었다. 한편, KT 사무국과 한국 e스포츠협회에서는 우정호 선수를 영원히 KT 롤스터의 선수로 임명한다고 밝혔다.

## 전적
프로게이머 시절 최종 통산전적
|             | 경기 | 승-패   | 승률  |
| ----------- | ---- | ------- | ----- |
| 대 테란     | 85   | 48–37   | 56.5% |
| 대 저그     | 91   | 48–43   | 52.7% |
| 대 프로토스 | 62   | 33–29   | 53.2% |
| 총합        | 238  | 129–109 | 54.2% |

## 기록
우정호는 08-09 프로리그에서 9연승을 달성했다. 이번에 우정호가 세운 기록은 역대 KTF와 KT 소속으로 출전한 프로토스 가운데 프로리그에서 거둔 가장 많은 개인전 연승 횟수다. 우정호가 경신하기 전 기록을 갖고 있던 선수는 박정석. 박정석은 개인전 8연승 기록을 세웠다.

## 특이 사항
우정호는 KT 롤스터의 라이벌팀인 SK텔레콤 T1에 유독 강한 모습을 보였다. 이동통신사 더비 매치(KT vs SK텔레콤)에서 SK텔레콤 T1을 8번 만나 8전 전승이었다. 이로 인해 "티원슬레이어"라는 별명이 붙었다. 우정호 선수의 사망으로 인해 SK텔레콤 T1과의 승률은 100%로 마감되었다.
- 2009년 5월 23일  우정호 승 vs 김택용 패 (신한은행 프로리그 08~09  4R KTF vs SKT 3세트)
- 2009년 11월 9일  우정호 승 vs 박재혁 패 (신한은행 프로리그 09~10  1R KT vs SKT 4세트)
- 2009년 12월 30일  우정호 승 vs 도재욱 패 (신한은행 프로리그 09~10  2R KT vs SKT 3세트)
- 2010년 5월 2일  우정호 승 vs 김택용 패 (신한은행 프로리그 09~10  4R KT vs SKT 2세트)
- 2010년 7월 3일  우정호 승 vs 도재욱 패 (신한은행 프로리그 09~10  5R KT vs SKT 3세트)
- 2010년 8월 7일  우정호 승 vs 고인규 패 (신한은행 프로리그 09~10  결승전 KT vs SKT 1세트)
- 2010년 10월 16일  우정호 승 vs 고인규 패 (신한은행 프로리그 10~11  1R KT vs SKT 4세트)
- 2010년 12월 15일  우정호 승 vs 정명훈 패 (신한은행 프로리그 10~11  2R KT vs SKT 2세트)

## 수상 경력
- 2007년 제28회 커리지 매치 입상
- 2008년 곰TV TG삼보-인텔 클래식 2008 시즌1 16강
- 2008년 인크루트 스타리그 2008 36강
- 2009년 곰TV TG삼보-인텔 클래식 2008 시즌3 16강
- 2010년 빅파일 MSL 2010 16강
- 2010년 박카스 스타리그 2010 36강
- 2010년 신한은행 위너스리그 09-10 우승 (KT 롤스터)
- 2010년 신한은행 프로리그 09-10 우승 (KT 롤스터)
- 2011년 신한은행 위너스리그 10-11 준우승 (KT 롤스터)
- 2011년 신한은행 프로리그 10-11 우승 (KT 롤스터)
- 2012년 SK플래닛 스타크래프트 프로리그 시즌1 정규시즌 준우승 (KT 롤스터)
- 2012년 SK플래닛 스타크래프트2 프로리그 시즌2 특별상
- 2013년 2012 대한민국 e스포츠 대상 우정상